# Derceto
Derceto (también Dérceto, Derketo o Dércetis, según qué autores se consulten) era una diosa de la mitología fenicia (del actual Líbano), a la que representaban en forma de pez con cabeza, brazos y pecho de mujer. Estaba casada con Hadad y su hija, Semíramis, sería reina de Babilonia.
A veces era considerada la forma femenina de Dagón, que igualmente aparecía en las iconografías como medio pez, aunque su parte humana, en este caso, era muy femenina. Que se sepa, los griegos solo representaban a esta diosa y a Eurínome, entre las diosas femeninas, con la misma constitución anfibia.
Eratóstenes dice que Afrodita era la madre de Derceto.

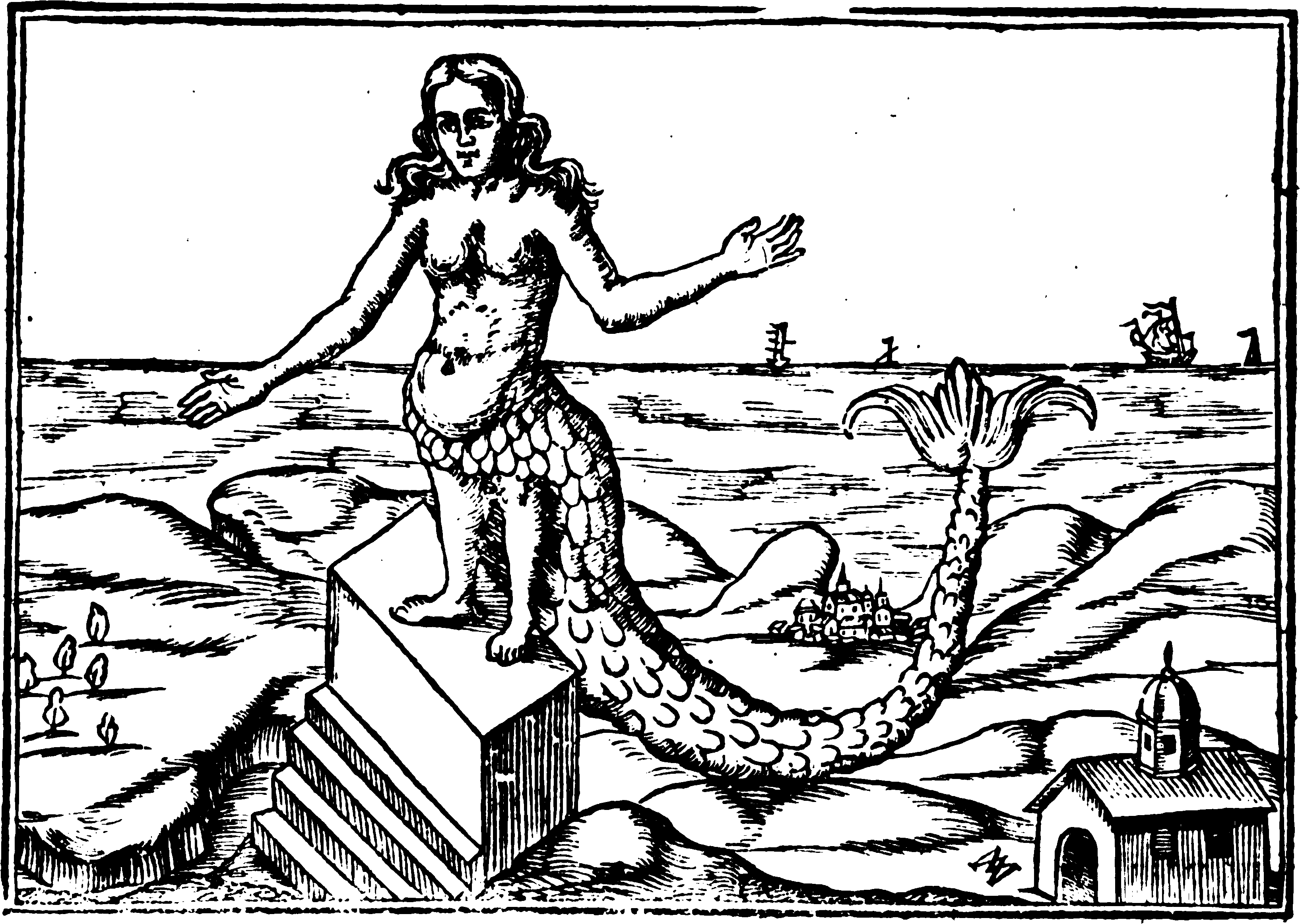
Derceto. Ilustración para la obra de Athanasius Kircher Œdipus Ægyptiacus.

## Descripción
Derceto era como conocían los antiguos griegos, en forma abreviada, a la deidad siria Atargatis, en arameo ‘Atar‘atah, o como la llamó el historiador ruso Mijaíl Rostóvtsev, "la gran señora de las tierras del mar libanés, dueña del mar mediterráneo".
Fue conocida en época romana como "Dea fenicia" u ocasionalmente, con una sola palabra, Deasura. Popularmente, se la describe como la diosa-sirena, debido a la apariencia con que era venerada en Ascalón y por los escritos de Diodoro Sículo.
En la cultura fenicia tardía era una deidad protectora, del amor y la fertilidad. Le estaban consagrados las palomas como emblema de amor y los peces como símbolo de fertilidad; se le rendía culto en templos en los que había grandes estanques. Era la representación femenina de las fuerzas fecundantes de la naturaleza, así como Dagón era la masculina.
El hecho de representarla con medio cuerpo de pez era explicado por los griegos mediante la leyenda referida por Diodoro Sículo en la que Derceto (Dérceto) ofendió a Venus y entonces la diosa le inspiró una pasión ciega hacia uno de los que le ofrecían sacrificios en el templo, el pastor Caístro. De esta pasión nació una niña, Semíramis, que llegaría a ser reina de Babilonia. Después de nacer su hija, también por obra de Venus, acabó el amor que Derceto sentía, y al que siguió el conocimiento de su falta y la vergüenza de haberla cometido. Derceto, llena de ira, abandonó a su hija, hizo matar al hombre al que había amado y se arrojó al agua dispuesta a darse muerte, lo que los dioses no permitieron. Así dio origen a su morfología anfibia.
Una beata vidente y estigmatizada, Ana Catalina Emmerick (Flamske, Alemania, 8 de septiembre de 1774; [+] convento de las monjas agustinas de Agnetenberg, Dülmen, Alemania, 9 de febrero de 1824), en el libro correspondiente a las visiones sobre "Antiguo Testamento", la refiere entre tantas idolatrías e incluso la menciona como la abuela de Semíramis.

## Centros de culto e imágenes

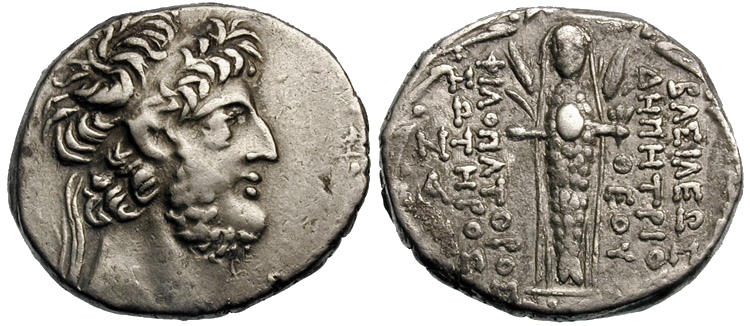
En el reverso de una moneda de Demetrio III Eucarios, se muestra el cuerpo de pez de una Atargatis velada, flanqueada por tallos de cebada, sujetando una flor.

Su santuario principal estaba en Hierápolis Bambyce (la actual Manbij, en el norte de Siria), donde fue adorada junto con Hadad. Su antiguo templo fue reconstruido hacia el 300 a. C. por la reina Estratónice, esposa de Seleuco I.
Tal vez, como resultado del patrocinio griego de su culto por mercaderes y mercenarios griegos, se extendió a diferentes partes del mundo griego, donde la diosa era considerada generalmente como una forma de Afrodita.
En Palmira aparece en monedas con un león, o su presencia es señalada con un león y la luna creciente, una inscripción la menciona. En los templos de Atargatis en Palmira y en Dura Europos aparece en varias ocasiones con su consorte, Hadad, y en la rica cultura religiosa sincrética de Dura Europos, fue adorada como Artemisa Azzanathkona.Dos templos bien conservados en Niha (Líbano) están dedicados a ella y a Hadad.
En la década de 1930, numerosos bajorrelieves y bustos nabateos de Atargatis fueron identificados por Nelson Glueck en Khirbet et-Tannûr (Jordania), en las ruinas de un templo de principios del siglo I; donde los labios y ojos de la diosa, ligeramente velada, habían estado pintados de rojo y con un par de peces enfrentados sobre su cabeza. Tenía el pelo ondulado, lo que a Glueck le sugiere agua, y estaba partido por el medio. En Petra, la diosa siria estaba sincretizada con una diosa de la Arabia del sur, al-Uzzah, venerada conjuntamente en su templo. En Dura Europos, entre los atributos de la diosa se encuentran el huso y el cetro o arpón.
En sus templos en Ascalón, Hierápolis Bambyce y Edesa, había estanques que contenían peces que solo podían tocar sus sacerdotes. Glueck señaló en 1936 que "ahora existe un estanque sagrado con un banco de peces que no se pueden tocar en El Qubbet -Baeddwī, un monasterio derviche a tres kilómetros al este de Trípoli (Líbano)".
Desde Siria, su culto se extendió a Grecia y más al occidente en época helenística. Luciano y Apuleyo proporcionan descripciones de los mendigos-sacerdotes que recorrían las grandes ciudades con una imagen de la diosa en un asno, danzando frenéticamente y recogiendo dinero. Estos sacerdotes, al igual que los de Cibeles, eran eunucos que se castraban para servir a la diosa, travestidos con maquillaje, ropas y adornos femeninos.
La amplia extensión del culto en época grecorromana es atribuible en gran medida a los comerciantes sirios, por lo que se encuentran rastros de él en los grandes puertos de mar, especialmente en Delos donde se han encontrado numerosas inscripciones como testimonio de su importancia. También se encuentra su culto en Sicilia, introducido por los esclavos y las tropas mercenarias, que lo llevaron incluso a los más lejanos límites septentrionales del Imperio Romano.

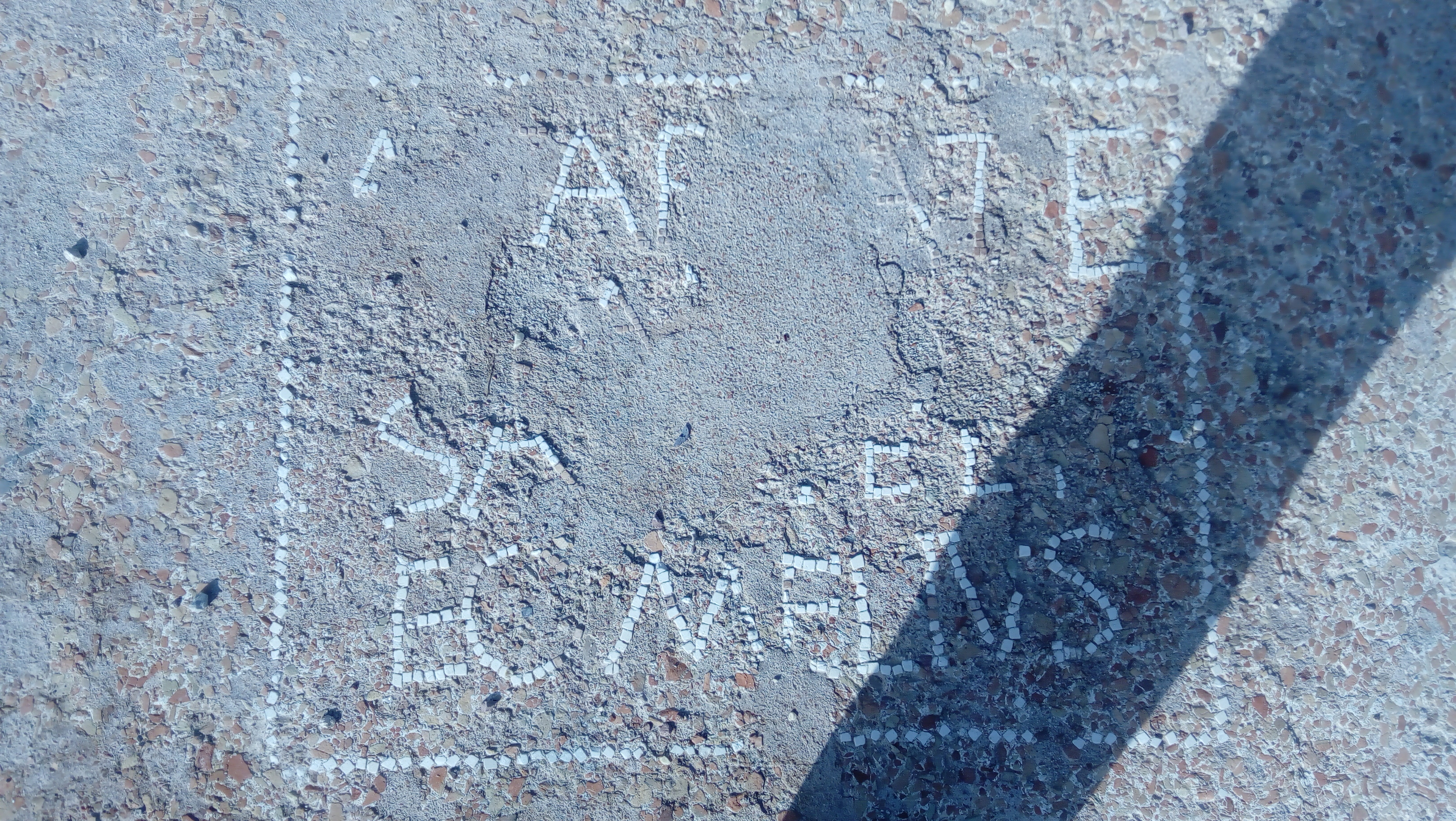
Inscripción latina de teselas dedicada a Atargatis, en Cartagena, España.

En la zona central de la cima del cerro del Molinete, en Cartagena, España, se construyó un santuario dedicado a Atargatis, seguramente vinculado al Palacio de Asdrúbal. De este santuario, perduran solo dos de sus ambientes, edificados con grandes sillares de arenisca y reformados en el s.II a. C. El primero, al norte, pudo destinarse a baños o abluciones asociadas al culto de la diosa y realizados en una cisterna central de época púnica y posteriormente, dos pequeñas piscinas laterales en la fase romana.
El segundo, al sur, es una estancia rectangular donde a finales del s. II a. C., se construyó un suelo de mortero hidráulico con una inscripción latina de teselas dedicadas a Atargatis. Esta sala se organizó como un triclinio para disponer los lechos para la celebración de banquetes rituales. 
El líder de los esclavos rebeldes en la primera guerra servil, un sirio llamado Euno, afirmó recibir visiones de Atargatis, a quien identificó con la Deméter de Enna.

## Sincretismo
En muchos casos, Atargatis, Astarté y otras diosas que una vez tuvieron cultos y mitologías independientes se fundieron en época tardía de tal manera que llegaron a ser indistinguibles, sincréticas. Esta fusión se ejemplifica en el templo de Carnion, que es probablemente idéntico al famoso templo de Astarté en Astarot-Karnaim (Jordania).
Generalmente, Atargatis aparece como la esposa de Hadad. Son las deidades protectoras de la comunidad. Atargatis, que porta una corona mural, era el ancestro femenino de la casa real, la fundadora de la vida social y religiosa, la diosa de la generación y la fertilidad (de ahí el predominio de los emblemas fálicos) y la inventora de dispositivos útiles. Como es natural, se la identificó en época helenística con la griega Afrodita. 
Mediante la conjunción de estas funciones, a pesar de que a ojos griegos aparece como una deidad marina análoga a Anfítrite, en última instancia se convierte en una gran diosa de la naturaleza, análoga a Cibeles y Rea. En un aspecto, la diosa tipifica la protección del agua en la producción de la vida; en otro, lo universal de otra tierra lejana y exótica; en un tercio (influida, sin duda, por la astrología caldea), el poder del destino.

## En la cultura popular
- En el videojuego Alone in the Dark la casa en la que transcurre la acción tiene el nombre de Derceto, en honor a su relación con Dagón y a su apariencia anfibia, temas recurrentes en la mitología creada por H. P. Lovecraft en la que se basa principalmente esta primera entrega de la saga.

- Atargatis le ha dado su nombre a una banda alemana de metal gótico.

- En la serie animada de Disney "Jake Long, El Dragón Occidental", la directora de la escuela donde estudia el personaje protagónico se apellida Derceto, y en la segunda temporada de la serie se revela que es una sirena.